# Maciej Rudomina
Maciej Rudomina (zm. 1586) – rajca i burmistrz wileński, dzierżawca uciański.

## Życiorys
Należał do patrycjuszowskiej rodziny kupieckiej osiadłej w Wilnie. Jego ojciec, Andrzej Mikołajewicz, był rajcą wileńskim w 1521 r., a brat, Jan (zm. 1599), burmistrzem tego miasta. Ojciec Macieja otrzymał od Aleksandra Jagiellończyka dobra ziemskie we włości rudomińskiej (dziś w starostwie Rudomino). Przywilej Zygmunta Starego z 26 listopada 1506 r. potwierdzający to nadanie, przekazywał Andrzejowi Mikołajewiczowi 3 służby we władanie wieczyste.
Maciej Rudomina wzbogacił się w latach 30. i 40. XVI wieku na handlu futrami, przy współpracy swojego, zapewne bliskiego, krewnego, kupca wileńskiego, a następnie również mieszczanina poznańskiego, Jana Piotrowicza Rudominy.
Przed 1559 r. Maciej Rudomina został członkiem rady miejskiej Wilna. Trzykrotnie był rajcą (1559, 1565 i 1571), a burmistrzem przynajmniej dwukrotnie (1573, 1579). Tytułu burmistrza używał do końca życia.
Zyski z działalności handlowej Maciej Rudomina inwestował w dobra ziemskie, pożyczając pieniądze pod zastaw. Jego dłużnikami byli m.in. władcy Litwy (dzierżawa Uciany, Dawgieliszek) oraz Radziwiłłowie. Przed 1580 r. otrzymał od Mikołaja Rudego Żyrmuny w zastawie za 800 kop groszy litewskich. W 1578 r. miał też w zastawie dobra Biguszki (dziś w starostwie Sudejki) należące do Jerzego Radziwiłła, który ponadto zastawił mu ok. 1579 r. rozległy majątek ziemski Dusiaty. Ostatecznie 14 stycznia 1585 r. Rudomina zakupił od niego tę posiadłość, a potomkowie Macieja, dla podkreślenia swojego statusu używali dwuczłonowego nazwiska Rudomina Dusiacki.
Maciej Rudomina uzyskał szlachectwo na mocy przywileju nobilitacyjnego wystawionego przez Zygmunta Augusta dla członków magistratu wileńskiego na sejmie grodzieńskim w 1568 r. Dodatkowo jednak wystarał się o odrębny przywilej nobilitacyjny dla swej rodziny, który uzyskał go 29 listopada 1576 na sejmie toruńskim na podstawie adopcji herbowej dokonanej przez Mikołaja Radziwiłła Rudego, który przyjął Rudominów do swojego herbu Trąby. Wśród zasług rodu, będących podstawą nobilitacji wymieniono m.in. pożyczki udzielane Zygmuntowi Augustowi.
Pod koniec życia Maciej Rudomina wspólnie z synami miał sumy zastawne również na Komaje i Wakę. Wśród wymienionych w testamencie dłużników znaleźli się podskarbi ziemski litewski Wawrzyniec Wojna oraz wojewoda trocki Jan Hlebowicz.
Maciej Rudomina był katolikiem. W testamencie napisanym własnoręcznie po polsku i wpisanym do ksiąg wójtowskich 29 maja 1586 r. przekazywał znaczne sumy pieniężne na wileńskie kościoły: Świętego Ducha, św. Jana, Wniebowzięcia NMP (franciszkanów), a ponadto dla konwentu bernardynów i na szpital przy kościele Trójcy Świętej.
Zmarł niedługo potem, a synowie dokonali podziału odziedziczonych po nim dóbr Dusiaty 27 maja 1587 r.

## Rodzina
Maciej Rudomina żenił się dwukrotnie. Pierwsza żona, nieznana z imienia, zapewne mieszczka, była najprawdopodobniej matką pięciorga dzieci:
- Jan, wojski brasławski, ojciec Jana, kasztelana nowogródzkiego, Piotra, kasztelana dorpackiego i smoleńskiego, oraz Krzysztofa, wojewody mińskiego;
- Tomasz (zm. 1594), dzierżawca dawgieliski;
- Wawrzyniec (Ławryn) (1553–1602), starosta iberpolski, rotmistrz husarski podczas wojny inflanckiej 1601–2, poległy w czasie oblężenia Fellina;
- Anna, żona Franciszka Scipiona;
- Katarzyna, zamężna primo voto z doktorem medycyny Szymonem Mileckim i secundo voto ze starostą wiłkomierskim Marcinem Giedroyciem.

Wymieniany w niektórych herbarzach (Kojałowicz, Niesiecki) czwarty syn Macieja Rudominy: Marcin, jakoby dworzanin Stefana Batorego, nie jest potwierdzony w źródłach.
Bratankiem Macieja był jezuita i misjonarz w Chinach, Andrzej Rudomina.